# カストロ通り
カストロ通り (カストロ地区、英語: Castro District, The Castro） は、カリフォルニア州サンフランシスコのユリーカ・バレー近郊にある地域の名称。
1960年代から70年代にかけては労働者階級の住民が多く住む地域であったが、その後アメリカ屈指のゲイタウンへと変化し、今日ではその最大規模の一つとされる。これまでにLGBTに関連した政治運動やイベントなどの舞台ともなり、LGBTコミュニティのシンボル的存在の一つとなっている。

## 位置
カストロ地区のゲイタウンは、カストロ通りとマーケット・ストリートの交差点から19丁目交差点までに至る商業地区を中心に広がっている。近年ではマーケット・ストリートに沿って東方面にチャーチ・ストリートに至るまでのエリアや、カストロ通りと並行して南北に走るチャーチ・ストリート（東側）とユーリカ・ストリート（西側）に挟まれたエリアにも拡大している。
また周囲のコロナ・ハイツ、ミッション・ディストリクト、ノー・バレー、 ツインピークス、ハイトといったエリアや、デュボス・トライアングルやドローレス・ハイツといったエリアもカストロ地区に入ると考える人もいる。
カストロ通り自体は、前述のエリアから数ブロック北のディヴィサデロ・ストリートとウォーラー・ストリートの交差点を起点にノー・バレー方面に南下し、マーケット・ストリートや24丁目の商業地区を抜けた先の丘陵地帯（グレン・パーク）に差し掛かった所で蛇行した後に一旦途切れてしまう。その後グレン・パーク南側のサセックス・ストリートとビーミス・ストリートの接続点から再び始まり、チェネリー・ストリートとの交差点で終わっている。

## 歴史
通りの名称はホセ・カストロ（メキシコ統治時代のアルタ・カリフォルニアの州知事代理で軍人）の名前を起源としている。

### 1950年代まで
現在の街区は Market Street Railway Company がユリーカ・バレーとダウンタウンを結ぶ路面電車の線路を敷設した1887年に作られたとされ、1891年には地区の西エリアに Caselli Mansion が建築された。
1910年代から20年代にかけて、カストロ地区には北欧系の住民が多く住み始めたことで「リトル・スカンジナビア」の愛称で知られるようになり、当時カストロ地区の先は "Norse Cove" （意味：ノルウェーのくぼみ）と呼ばれていた。この時代に営業を始めたフィンランドサウナが1986年まで営業を行っており、また現在 Swedish American Hall が建っているマーケット・ストリートと15丁目が交差する辺りにはスカンジナビア系船員の組合がかつて存在していた。この時代の名残りとして、カストロ通りとチャーチ・ストリートに挟まれたマーケット・ストリート沿いにはスカンジナビア式の半木骨造建物が今でも見られる。
1930年代にはアイルランド系の労働者階級の住民が住み始め、60年代中盤にかけて多く居住していた。
1941年にマーケット・ストリートから29丁目にかけてのカストロ通りを運行していたケーブルカーの線路が取り払われ、バス運行に切り替わった。
第二次世界大戦中のアメリカ陸軍は性的指向を理由に不名誉除隊させた男性同性愛者の軍人をサンフランシスコで放免し、その数は数千人を数えたとされる。その多くは不名誉除隊の知らせが家族に届いていたため帰る家を無くした。そんなことから多くの男性同性愛者がカストロ地区に定住し、同地区に同性愛者が集まり始めた。

### 1960年〜70年代
1967年に近隣のハイト・アッシュベリー地区での「サマー・オブ・ラブ」現象の盛り上がりを受けて、カストロ地区は同性愛者達の中心的な存在へと成長し、全米から数万人規模で中産階級の若者が集まり始めた。それまで「ユリーカ・バレー」として知られた地区の名前も、通りの名を冠したカストロ劇場がオープンした後には「カストロ」として知られるようになる。1970年代には、この地区の中産階級の住民が郊外へ流出し始めたことで住宅相場が下がり、それまでサンフランシスコ市内で同性愛者達が集まる地区として最も栄えていたポルク・ガルチ地区からの住民が流入するようになった。
1973年にはハーヴェイ・ミルクがカストロカメラをオープン、また同性愛者の社会活動家として政治的な運動に関わり始めたことで、カストロ地区は同性愛者の集う場所というイメージを広めることとなった。
1970年代終わりには、当時の服装や習慣を指す「カストロ・クローン」という言葉が誕生した。これは当時の同性愛者に人気の高かったスタイル（細いデニムジーンズに、黒やデザートサンド色のコンバット・ブーツ、きつめのTシャツ、口ひげや顎ひげ）のことを指し、 "Clone Canyon" とも呼ばれていた。この頃にはバーなどナイトライフの有名店がカストロ通りの18丁目からマーケット・ストリートにかけて存在していた。

### 1980年～
1980年代のAIDS/HIV禍はカストロ地区にも大きな影響を及ぼし、1984年初頭にはAIDSの拡散防止を目的にバスハウスの取り締まりの厳格化を市当局が発表している。今日でもマーケット・ストリートやカストロ通りのキオスクには広告に混ざってセーファーセックスを呼びかけるポスターが見られる。

## 見所

### マーケット・ストリート交差点付近

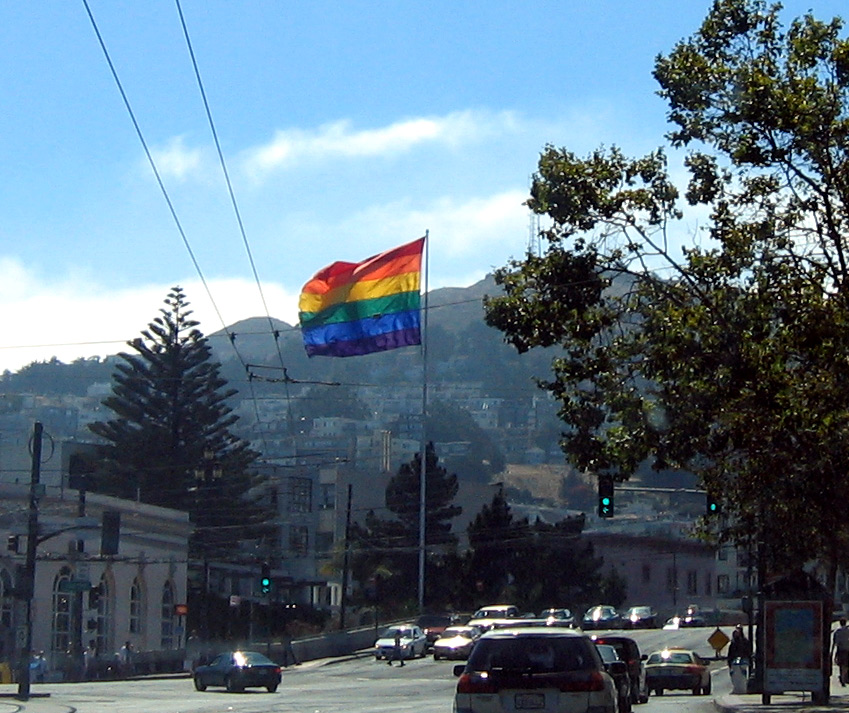
マーケット・ストリートと17丁目通りとの交差点角にある巨大なレインボーフラッグ

カストロ地区の北側入口に相当。17丁目通りの交差点も接続している。
- Castro Street StationはPCCカーなどの動態保存路面電車が走るFライン(F Market heritage streetcar line)の終着駅で、地下鉄ミュニ・メトロの各線も接続している。ハーヴェイミルクプラザ（ハーヴェイ・ミルクを記念した公園で、巨大なレインボーフラッグが立てられている）と隣接している。
- 交差点の北西角にあるピンク・トライアングル・パークは、かつて第二次世界大戦中にナチスによって男性同性愛者に対しての識別章として使われたピンク・トライアングルの名を由来とする市民公園で、モニュメントが建っている。
- 交差点の南東角の「Twin Peaks」は市内で最古のゲイバーで、全米でも最古と思われる店舗。大きなガラス窓で店の中が外からでも見える特徴的な作りになっている。
- カストロ劇場（英語版）は、1922年に建てられたサンフランシスコで歴史の長いムービー・パレスと呼ばれる形式の映画館。

### 18丁目交差点付近

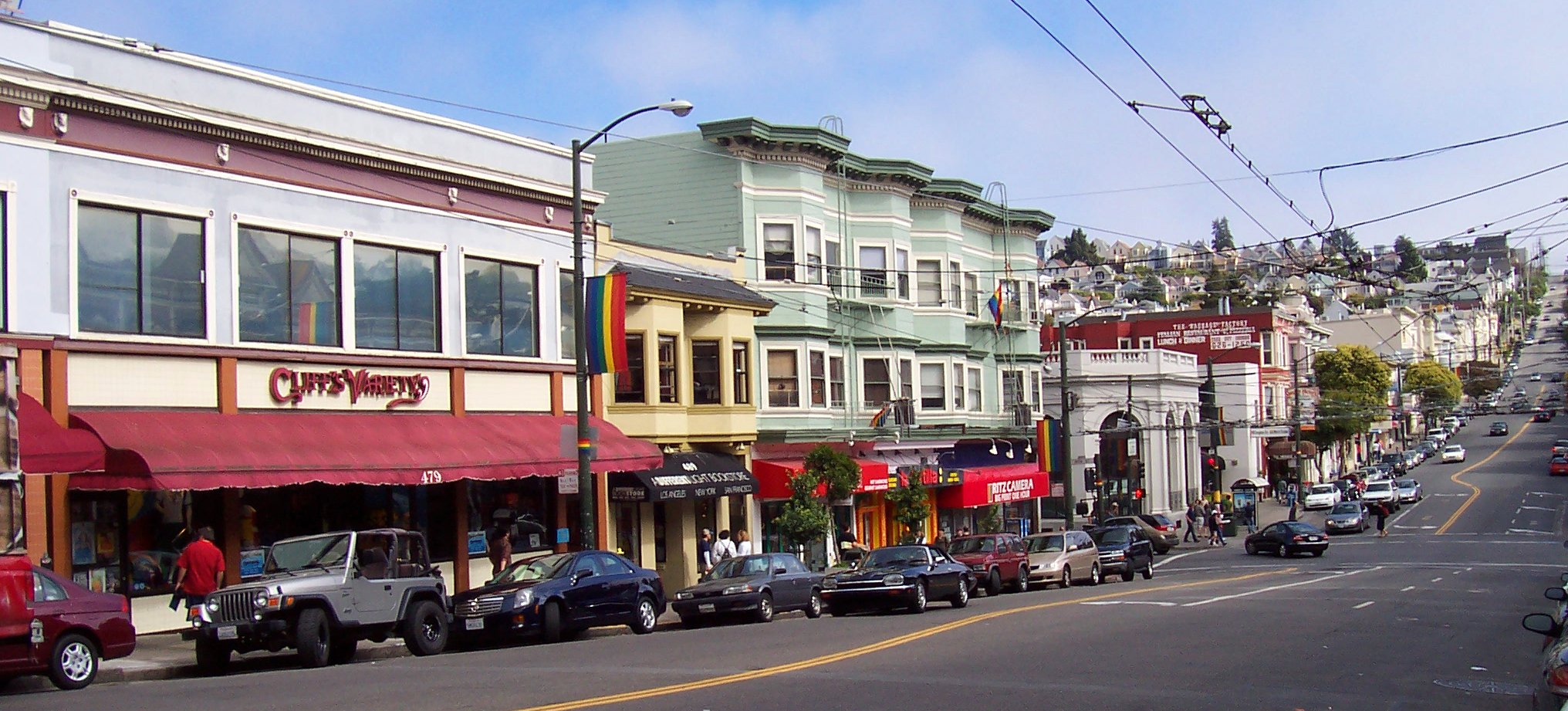
18丁目通りの町並み。通り沿いの街灯にはゲイ・プライドを象徴するレインボーフラッグが下がっている。

18丁目の交差点は、マーチや抗議運動など多くの歴史的なイベントなどが発生した場所の一つ。
- ホワイト・ナイトの暴動の際に警官の急襲を受けた店舗「Elephant Walk」は1995年に閉店し、跡地にはバー「Harvey's」が営業している。
- GLBT歴史博物館（英語版）は2011年1月にアメリカ国内で最初（ドイツに次ぐ世界で２番目）に開設された[6][7]LGBTをテーマにした博物館。

### エリア広域・その他

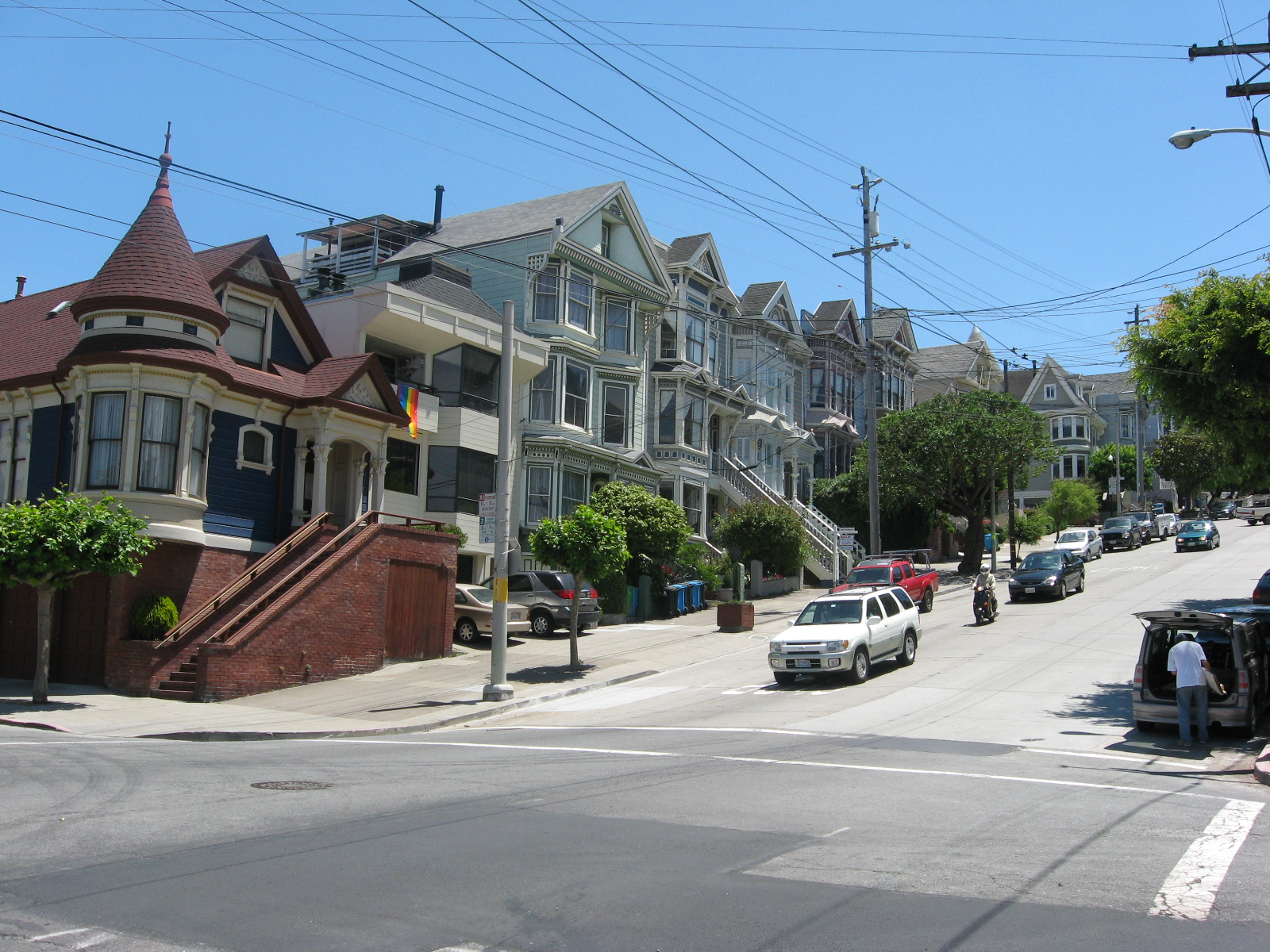
カストロ通り20丁目交差点

- カストロ・ストリート・フェア（英語版）やDyke March、Halloween in the Castro（2007年に終了）Pink Saturday、San Francisco International LGBT Film Festivalをはじめとした各種イベントやパレードは地区各所で行われている。
- Hartford Street Zen Center（一山寺）はハートフォード・ストリート沿いにある曹洞宗の施設[8]。またダイアモンド・ストリート沿いにはカトリックの教会 Most Holy Redeemer parishがある[9]。